# 삼성 갤럭시 북 프로

삼성 갤럭시 북 프로(Samsung Galaxy Book Pro),삼성 갤럭시 북 프로 360(Samsung Galaxy Book Pro 360)는 삼성전자가 제조/판매하는 마이크로소프트 윈도우 노트북이며 이 노트북은 13.3인치 FHD 디스플레이와 720P 웹캠이 탑재되었다.

## 같이 보기
- 삼성 갤럭시 북 시리즈
- 삼성 갤럭시 북